# Pāvilosta
Pāvilosta (deutsch Paulshafen) ist eine Kleinstadt im Westen Lettlands zwischen Liepāja und Ventspils, wo der Saka in die Ostsee mündet. Im Jahr 2022 zählte Pāvilosta 793 Einwohner.

## Geschichte
Ein von Kuren bewohnter Platz an dieser Stelle wurde erstmals 1253 schriftlich erwähnt. Der Ort gehörte zum Bistum Kurland und wurde 1795 Teil des Gouvernements Kurland im russischen Reich.
1879 veranlasste Baron Otto von Lilienfeld den Bau eines Hafens und taufte den Ort nach seinem Bruder Paul, der von 1868 bis 1885 Gouverneur von Kurland war, auf den Namen „Paulshafen“. Der Hafenort entwickelte sich nur langsam. Erst mit dem Bau des Kriegshafens Libau 1893 belebte sich der Ort durch das Verschiffen von Baumaterial. Insbesondere wurden die an der Küste von Pāvilosta zahlreich vorkommenden Findlinge und andere große Steine zum Bau der Kaimauern in Liepāja verwendet.
Eine kleinere Werft produzierte bis zum Ersten Weltkrieg 15 Schiffe. Der Erste Weltkrieg zog den Hafen schwer in Mitleidenschaft. Einziger Wirtschaftszweig in den 1920er und 1930er Jahren war die Fischerei. Nach dem Zweiten Weltkrieg wurde eine große Fischerei-Kolchose gebildet, die Hauptarbeitgeber war. 1991 erhielt der Ort Stadtrechte.
2009 bildete die Stadt mit zwei Landgemeinden den Bezirk Pāvilosta, der 2801 Einwohner hatte (Stand: 1. Juli 2018) und 2021 im Bezirk Dienvidkurzeme aufging.

## Sehenswürdigkeiten, Kultur und Sport

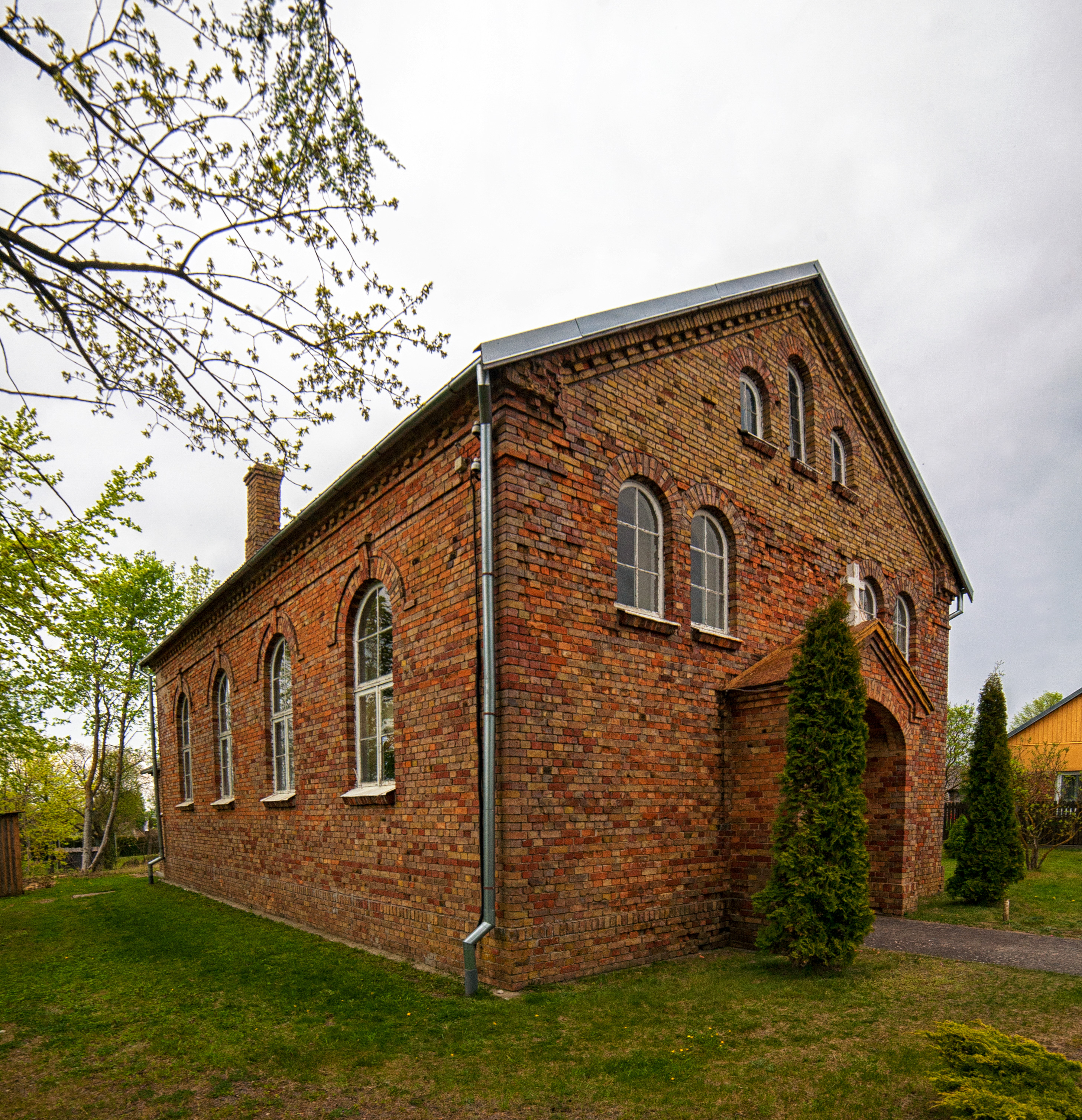
Lutherische Kirche Pāvilosta

- Ein Teil der ursprünglichen Bebauung aus dem 19. Jahrhundert ist erhalten geblieben.

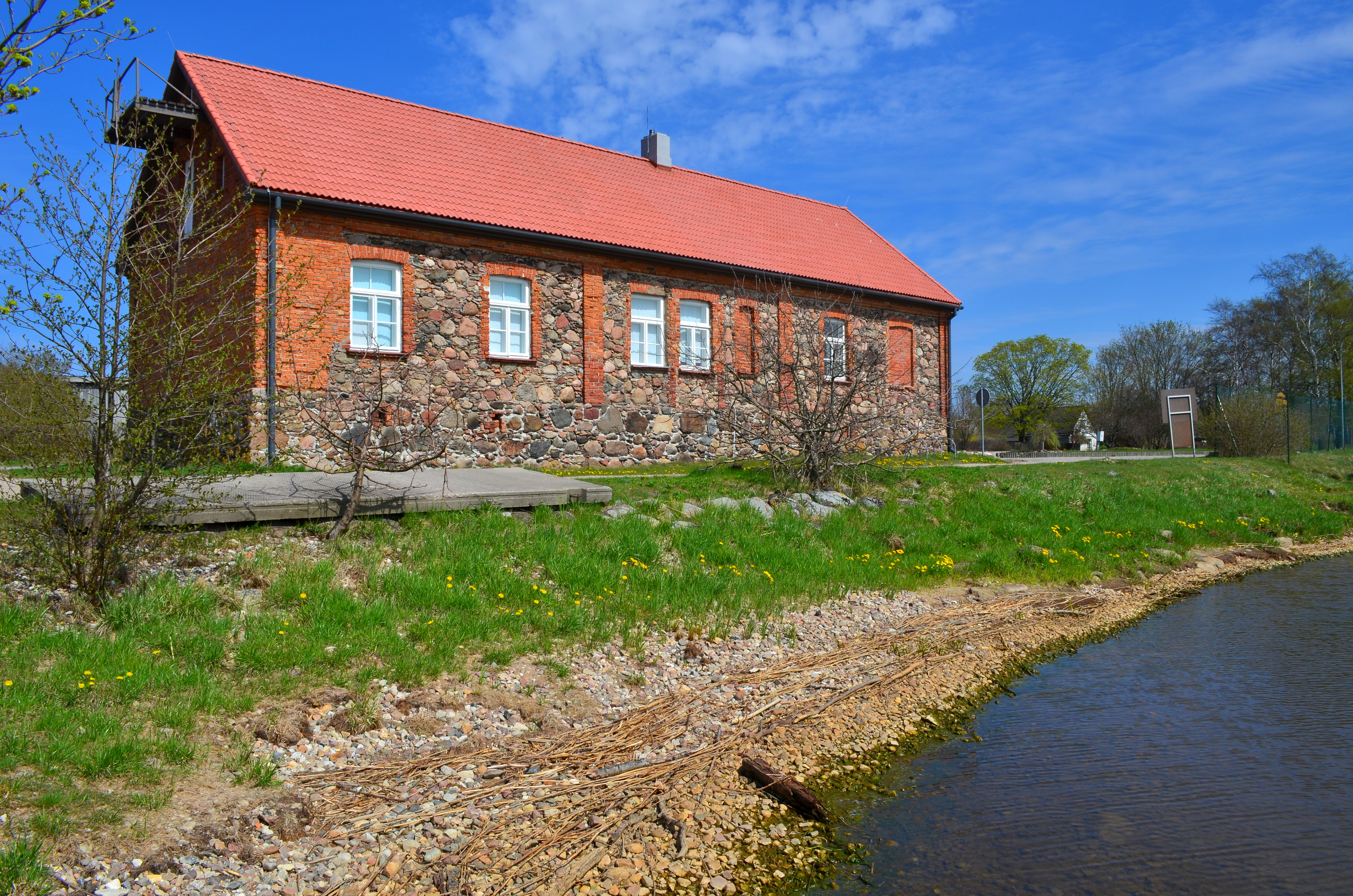
Heimatmuseum Pāvilosta

- Ein kleines Heimatmuseum (Pāvilostas novadpētniecības muzejs) zeigt die Geschichte des Ortes und der Fischerei sowie die Lebensweise seiner Bewohner.[4]

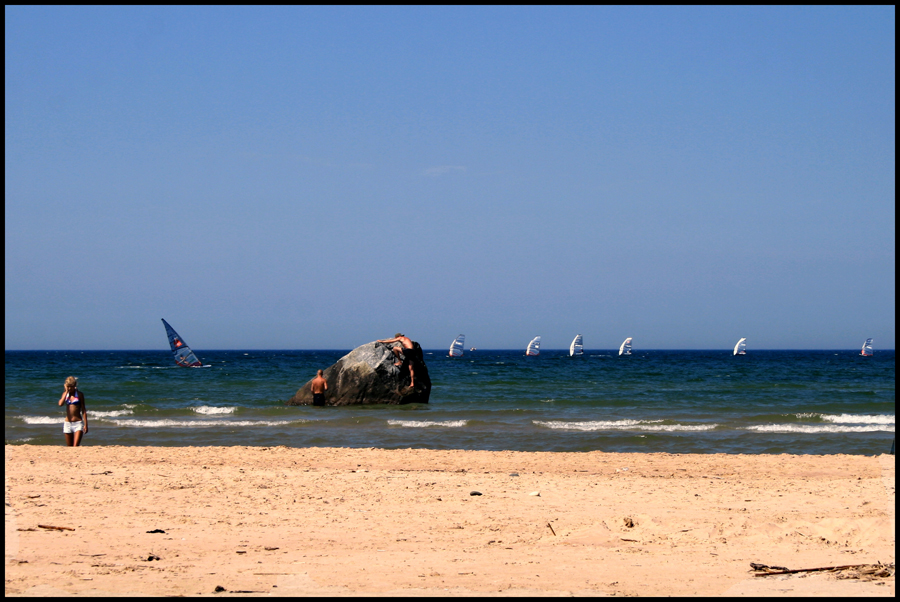
Strand von Pāvilosta

- Es gibt einen mehrere Kilometer langen weißen Sandstrand und nördlich des Ortes in Richtung Jūrkalne eine sehenswerte Steilküste.
- Im Sommer findet ein überregionaler Sandburgenwettbewerb statt.
- Ein Marina-Yachthafen hält Liegeplätze für ca. 30 Segel- und Motorboote bereit, ausgezeichnet mit Blauer Flagge (Gütezeichen)[5].
- Pāvilosta ist einer der bedeutendsten Surfspots des Baltikums.
- Es finden regelmäßig Segelregatten, Surfwettbewerbe sowie Tennis- und Strandfußballturniere statt. Außerdem wird eine Wakeboard-Anlage mit Seefreibad betrieben. Darüber hinmaus laden Tennisplätze, ein Skatepark und ein Eishockeyfeld zum Mitmachen ein.
- Es gibt Segel- und Surfschulen sowie ein Surfercafé.
- Jährlich finden mehrere Musik-, Kunst- und Open-Air-Festivals statt.

## Wirtschaft und Infrastruktur

### Fischerei
Mehrere kleine und mittlere Fischerei-Unternehmen sind in Pāvilosta tätig. Das größte dieser Art beschäftigt rund 66 Mitarbeiter.

### Tourismus
Tourismus stellt einen bedeutenden Wirtschaftsfaktor der Region dar. Jährlich besuchen rund 10.000 Gäste den Verwaltungsbezirk Pāvilosta. 2017 gab es 45 Gästeunterkünfte sowie mehrere Campingplätze. Beliebte Freizeitaktivitäten sind Segeln, Kite- und Windsurfen sowie Wellenreiten, Stand-up-Paddling, Wandern, Radfahren, Spabesuche, Wakeboarden, Kanutouren und andere Wassersportarten.

### Verkehr
Pāvilosta ist über Buslinien mit Riga, Liepāja und Ventspils verbunden. Die Schnellstraße P111 verbindet Pāvilosta mit Litauen im Süden sowie dem Norden Lettlands. Die nächstgelegenen Flughäfen sind Liepāja (50 km), Palanga (115 km) und Riga (200 km).

### Bildung
In Pāvilosta gibt es eine Grundschule, eine weiterführende Schule sowie eine Kunst- und Musikschule. Im Verwaltungsbezirk gibt es sieben Bibliotheken.